# Вокзальная площадь (Внуково)
Вокзальная площадь — площадь в Москве на территории района Внуково. Западного административного округа. Расположена перед зданием аэропорта Внуково.

## История
Площадь образована в 1969 году. Получила название по своему расположению у аэровокзала Внуково. В 2004—2005 годах проводилась реконструкция площади.

## Расположение и общественный транспорт
Вокзальная площадь располагается перед зданием аэропорта Внуково от 1-й до 2-й Рейсовых улиц. На Вокзальной площади расположена остановка «Аэропорт Внуково», через которую проходят автобусы 32, 128, 272, 472, 526, 611, 878, 889, 889к, 911, 1043, н11.